# Hannibal Hamlin
Hannibal Hamlin (Paris, 27 agosto 1809 – Bangor, 4 luglio 1891) è stato un politico statunitense, membro del Partito Repubblicano.
Fu il 15º vicepresidente degli Stati Uniti dal 1861 al 1865 sotto il primo mandato di Abraham Lincoln.

## Biografia

### Vita personale
Sposato con Sarah Jane Emery di Paris Hill dal 1833, ebbe da lei quattro figli: George, Charles, Cyrus e Sarah. Dopo la morte della moglie nel 1855, sposò la sorellastra di lei, Ellen Vesta Emery, nel 1856. Da Ellen ebbe altri due figli: Hannibal E. e Frank. Ellen gli sopravvisse fino al 1925.

### Carriera politica
Eletto al Senato per i Democratici per un breve periodo nel 1848, venne poi rieletto per un intero mandato nel 1851.
Al termine del mandato, lasciò i Democratici per entrare nelle file dei Repubblicani, suscitando un certo scalpore nel Paese.
Eletto 26º Governatore del Maine nel 1857, dopo poco più di un mese rassegnò le dimissioni per tornare di nuovo al Senato, stavolta però nel Partito Repubblicano, fino al gennaio del 1861.
Eletto vicepresidente sotto Lincoln, non ebbe mai familiarità o amicizia con il presidente (ancor meno con la First Lady, Mary Todd Lincoln), ma solo un buon rapporto di collaborazione. Al termine del mandato Lincoln-Hamlin, mentre Lincoln fu riconfermato e rieletto (vivendo però solo un mese), Hamlin venne sostituito dal partito con Andrew Johnson, che divenne il 16º vicepresidente e, un mese dopo, il 17º presidente degli Stati Uniti d'America.
Hamlin sfiorò e mancò per un caso la presidenza, ma non cessò d'avere influenza, poiché i Repubblicani del Maine occuparono tutte le cariche più importanti fino al 1911.